# Banja Luka Challenger 2006
Il Banja Luka Challenger 2006 è stato un torneo di tennis facente parte della categoria ATP Challenger Series nell'ambito dell'ATP Challenger Series 2006. Il torneo si è giocato a Banja Luka in Bosnia ed Erzegovina dal 18 al 24 settembre 2006 su campi in terra rossa.

## Vincitori

### Singolare
Marco Mirnegg ha battuto in finale  Nicolas Devilder con il punteggio di 6–2, 6–4.

### Doppio
Joseph Sirianni /  Stefan Wauters hanno battuto in finale  Ivan Dodig /  Aleksandar Marić con il punteggio di 6–4, 3–6, [10–4].